# Tržić
Tržić is een plaats in de gemeente Klinča Sela in de Kroatische provincie Zagreb. De plaats telt 134 inwoners (2001).